# Gagea anisopoda
Gagea anisopoda är en liljeväxtart som beskrevs av Mikhail Grigoríevič Popov. Gagea anisopoda ingår i Vårlökssläktet och i familjen liljeväxter. Inga underarter finns listade.